# Епархия Такамбаро
Епархия Такамбаро (лат. Dioecesis Tacambarensis) — епархия Римско-католической церкви с центром в городе Такамбаро, Мексика. Епархия Такамбаро входит в митрополию Морелии.

## История
26 июля 1913 года Папа Римский Пий X издал буллу, которой учредил епархию Такамбаро, выделив её из архиепархии Морелии и епархии Саморы.

## Ординарии епархии
- епископ Leopoldo Lara y Torres (1920–1933)
- епископ Manuel Pío López Estrada (1934–1939)
- епископ José Abraham Martínez Betancourt (1940–1979)
- епископ Luis Morales Reyes (1979–1985)
- епископ Альберто Суарес Инда (1985–1995)
- епископ Рохелио Кабрера Лопес (1996–2001)
- епископ José Luis Castro Medellín MSF (2002–2014)
- епископ Gerardo Díaz Vázquez (с 22 августа 2014 года).